# Pieter Claus
Pieter Claus (1 maart 1993) is een Belgische atleet, die gespecialiseerd is in de middellange afstand. Hij veroverde vijf Belgische titels.

## Biografie
Claus nam in 2015 op de 1500 m deel aan de Europese kampioenschappen U23. Hij werd uitgeschakeld in de reeksen. In 2016 werd hij op deze afstand voor het eerst Belgisch kampioen. Tot 2019 veroverde hij vier opeenvolgende Belgische titels. 
In 2024 werd Claus voor het eerst Belgisch indoorkampioen op de 1500 m.
Hij is aangesloten bij atletiekclub ALVA.

## Belgische kampioenschappen
Outdoor
| Onderdeel | Jaar                   |
| --------- | ---------------------- |
| 1500 m    | 2016, 2017, 2018, 2019 |

Indoor
| Onderdeel | Jaar |
| --------- | ---- |
| 1500 m    | 2024 |

## Persoonlijke records
Outdoor
| Onderdeel | Prestatie | Datum            | Plaats       |
| --------- | --------- | ---------------- | ------------ |
| 800 m     | 1.47,17   | 2 juni 2018      | Oordegem     |
| 1000 m    | 2.21,34   | 17 augustus 2021 | Sint-Niklaas |
| 1500 m    | 3.38,71   | 26 mei 2018      | Oordegem     |

Indoor
| Onderdeel | Prestatie | Datum            | Plaats           |
| --------- | --------- | ---------------- | ---------------- |
| 800 m     | 1.49,16   | 26 februari 2022 | Louvain-la-Neuve |
| 1500 m    | 3.44,47   | 12 februari 2022 | Metz             |

## Palmares
1500 m
- 2015: 12e in series EK U23 in Tallinn – 3.56,44
- 2016:  BK AC – 3.53,41
- 2017:  BK AC – 3.47,86
- 2018:  BK AC – 3.53,84
- 2019:  BK AC – 3.51,29
- 2024:  BK indoor AC – 3.51,86